# Le Beau Rôle (film, 2024)
Pour plus de détails, voir Fiche technique et Distribution.
Le Beau Rôle est une comédie romantique française réalisée par Victor Rodenbach et sortie en 2024,.

## Fiche technique
Sauf indication contraire, les informations mentionnées dans cette section peuvent être confirmées par les bases de données cinématographiques IMDb et Allociné,  présentes dans la section « Liens externes ».
- Titre original : Le Beau Rôle
- Réalisation : Victor Rodenbach
- Scénario : Victor Rodenbach, Camille Lugan, Pauline Bayle et Vladimir Haulet
- Musique : David Sztanke
- Décors : Pascale Consigny
- Costumes : Léa Forest
- Photographie : Victor Seguin
- Son : Amaury Arboun
- Montage : Suzana Pedro
- Production : Elsa Klughertz
- Sociétés de production : Jonas Films
- Sociétés de distribution : Jour2fête
- Pays de production :  France
- Langue originale : français
- Format : couleur
- Genre : Comédie romantique
- Durée : 84 minutes
- Dates de sortie :
  - France : 18 décembre 2024

## Distribution
- William Lebghil : Henri
- Vimala Pons : Nora
- Jérémie Laheurte : François
- Pauline Bayle : Lou
- Julie Hega : Esther
- Sarah Le Picard : Juliette
- Lucie Gallo : Aïda
- Salif Cissé : David
- Alexandre Steiger : Ivan
- Martine Chevallier : Nanette
- Bruno Podalydès : Nathan
- Xavier Lacaille : Sam
- Ambroise Carminati : le réalisateur du casting